# Tau (Noorwegen)
Tau is een plaats in de Noorse gemeente Strand, provincie Rogaland. Tau telt 2630 inwoners (2007) en heeft een oppervlakte van 2,3 km².
Tot 2019 was het de aanmeerplaats van de veerboot over de Horgefjord die Tau met Stavanger verbond.  Dat jaar werd evenwel de Ryfylketunnel onder de fjord geopend met de oostelijke tunnelmond bij Solbakk, ten zuiden van Tau die de veerdienst verving.